# 卡塞羅拉
卡塞罗拉（英語：Caxirola，發音：[kaʃiˈɾɔla]）是由巴西音乐人卡里尼奥斯·布朗发明的助威器具，外型是封闭的塑料篮子，其平滑的底部布满小颗粒，是一个可持续利用的产品。通过摇动发出声响，使它类似于编织摇铃。2012年9月27日，巴西体育部证实卡塞罗拉为2014年巴西世界杯的官方助威器具。但是，卡塞罗拉被政府认为存在安全隐患，不允许出现在2013年联合会杯和世界杯的赛场上。
国际足联曾于2013年3月试图禁止在比赛中使用该乐器，声称它可以用作武器或是宣泄用途。该用具的形状设计类似于手榴弹。事实上，在2013年4月28日两个知名俱乐部巴伊亚和维多利亚的德比中，卡塞罗拉在首场比赛中分发给观众，新水源体育场的现场巴伊亚支持者，因不满球队5-1输给对手，纷纷将卡塞罗拉扔进场内。2013年5月下旬，巴西司法部长何塞·爱德华多·卡多佐表示，卡塞罗那将不准在2013-2014年间的体育赛场中出现。该用具还遭到了巴西传统文化保育工作者的批评，声称卡塞罗拉照搬编织摇铃，只是加了插手指的孔（类似于指节铜套），而巴西本土和古代文化支持的是真正创造用具的人。